# سيكو سانوغو
سيكو جونيور سانوغو (بالفرنسية: Sékou Sanogo)‏ (مواليد . 1989  م) هو لاعب كرة قدم، من كوت ديفوار، ولد في أبيدجان، يلعب كلاعب وسط يلعب في النجم الأحمر و لعب سابقاً في نادي الاتحاد السعودي .

## روابط خارجية
- سيكو سانوغو على موقع الاتحاد الأوربي (الإنجليزية)
- سيكو سانوغو على موقع قاعدة بيانات كرة القدم.إي يو (الإنجليزية)
- سيكو سانوغو على موقع ناشيونال فوتبول تيمز (الإنجليزية)
- سيكو سانوغو على موقع Soccerbase.com (لاعب) (الإنجليزية)
- سيكو سانوغو على موقع Soccerway.com (الإنجليزية)
- سيكو سانوغو على موقع عالم كرة القدم.نت (الإنجليزية)
- سيكو سانوغو على موقع AS.com (الإسبانية)